# Julijans Vaivods
Julijans Vaivods (18 de agosto de 1895 em Várkava , Latgale , Vitebsk Governorate - 24 de maio de 1990 em Riga , União Soviética ) foi o Administrador Apostólico de Riga e de Liepāja de 10 de novembro de 1964 à morte, e Cardeal Sacerdote de Santi Quattro Coronati de 1983 a sua morte. Ele foi o primeiro cardeal letão e também o cardeal vivo mais velho aos 94 anos.

## Biografia
Julijans Vaivods estudou na Academia Teológica Católica Romana de São Petersburgo , na Rússia. Foi ordenado sacerdote para a Arquidiocese Metropolitana de Mohilev pelo Bispo Jan Cieplak em 7 de abril de 1918 em São Petersburgo. Ele foi inicialmente enviado de volta a Latgale para servir como pároco e capelão da escola. Ele ficou sob a jurisdição da recém-restaurada Diocese de Riga em 22 de setembro de 1918. Ele foi enviado para servir como pároco na Curlândia (Kurzeme) em 1925. Mais tarde, ele ficou sob a jurisdição da Diocese de Liepāja quando foi criado em 1937. Enquanto servia como vigário geral daquela diocese, foi elevado a monsenhor em 4 de julho de 1949.
Mons. Vaivods foi preso pelas autoridades soviéticas de 1958 a 1960. Em 1962 ele se tornou vigário geral da Arquidiocese Metropolitana de Riga. Em 1964, ele recebeu um convite papal para viajar a Roma para participar da terceira sessão do Concílio Vaticano II .
Em 18 de novembro de 1964 foi consagrado bispo titular de Macriana Maior por Paolo Cardinal Marella em Roma. O cardeal Marella foi auxiliado pelos bispos da Letônia no exílio Jāzeps Rancāns e Boļeslavs Sloskāns . O Bispo Vaivods retornou a Roma em 1965 para participar da quarta sessão do Concílio Vaticano II. Ele morreu em 1990 e foi enterrado na Basílica da Assunção em Aglona .